# Hippolyte Guillibert
Hippolyte Guillibert, dit le Baron Guillibert, (Aix-en-Provence, 30 mai 1841 - id., 9 mars 1922) est un bâtonnier aixois, poète et membre de sociétés savantes françaises et étrangères, qui fut notamment secrétaire perpétuel de l'Académie d'Aix et félibre.

## Biographie
Issu d'une famille de magistrats d'Aix-en-Provence, Jean-Baptiste Félix Hippolyte Guillibert est né le 30 mai 1841 dans cette ville. Il est le fils de Félix Guillibert, avocat à la cour, et d'Eudoxie Bernard d'Attanoux. Un de ses arrières grands-pères est l'historien aixois Ambroise Roux-Alphéran. Son frère cadet est Félix Guillibert qui deviendra évêque de Fréjus-Toulon. A deux ans, il est orphelin de père.
Il est avocat à Aix-en-Provence, puis devient bâtonnier, et finit doyen des avocats.
Il participe à la guerre franco-allemande de 1870 en tant que capitaine, reste membre de l'armée territoriale (notamment au 145e) au grade de chef de bataillon.
En 1874, il organise les fêtes internationales de Pétrarque à Avignon. En 1877, il contribue à fonder l'Escolo de Lar où il se fait une spécialité de compositeurs de triolets (petits poèmes à vers redoublés). En 1878, il devient membre titulaire de l'Académie d'Aix. En 1890, il est un des représentants du Félibrige au centenaire de Béatrice à Florence, et revient en Italie pour des évènements en 1903 et 1905. Convaincu par l'idée latine (opposition entre les pays de langue romane et ceux d'Europe du Nord), il participe plus largement à la reconnaissance internationale du Félibrige et gagne l'affection de Frédéric Mistral,.
En 1895, il est élu majoral du Félibrige, cigalier des Baisers ou du Château (Cigalo di poutoun ou de Castèu) après le poète Anselme Mathieu (l'un des sept fondateurs du Félibrige),. De 1899 à 1921, il est secrétaire perpétuel de l'Académie d'Aix. Dès 1900, et notamment en 1906, 1908, 1910, 1912 et 1913, il est membre du Vieux Papier. Il participe au congrès des Sociétés savantes de 1900, dans la section archéologie. En 1901, il est président de la Société de Tir d'Aix-en-Provence. Il est en 1902 président du bureau d'assistance judiciaire à Aix. En 1906, il est président de la Société des courses de Provence. En 1907, il est membre correspondant et membre d'honneur de l'association des sylviculteurs de Provence, et président de la Société historique de Provence.
Le 9 mars 1922, après une longue maladie, il décède dans son hôtel aixois, l'hôtel Dedons de Pierrefeu, qu'il avait acheté à la famille de Clapiers et que son fils Guillibert de la Lauzière reprendra. Ses obsèques ont lieu le 13 mars 1922.

## Armoiries et titre
Ses armoiries sont : « d'or semé de fers de pique (ou de lance) de gueules, au lion (rampant) brochant du mesme », avec une couronne comtale,.
Devise : « Juconda de excelso »,
Il utilise un titre de baron, que la famille Guillibert a relevé de son propre chef. Le premier Guillibert à le relever est son grand-père Hippolyte Guillibert (1783-1858), procureur général, du fait que son beau-père Henry Balland, procureur général anobli baron d'Empire en 1810, est mort sans descendance masculine,.

## Distinctions
- Médaille commémorative de la guerre 1870–1871
- Officier de l'ordre de la Couronne d'Italie

- Chevalier de l'ordre de la Couronne de Roumanie[3]

## Publications
- De l'Insaisissabilité, dans les rapports internationaux, des navires affectés au service postal, Clunet, Journal de droit international privé, 1885, p. 515 et suiv (BNF 30559053)[25].
- Poèsies françaises et provençales à la mémoire de Villebois-Mareuil, Aix-en-Provence, A. Garcin, 1902, 7 p. (BNF 32207907)